# Mohammed Dib
Mohammed Dib (21. července 1920 Tlemcen – 2. května 2003 La Celle-Saint-Cloud) byl alžírský spisovatel a básník.

## Biografie
Psal ve francouzštině. Vydal přes třicet knih, jeho tvorba zahrnuje romány, poezii, divadelní hry i dětskou literaturu. Byl příslušníkem tzv. Generace ’52. Náměty čerpal z alžírské historie, hlavní inspirací pro něj byla alžírská válka. Jeho první knihy byly ovlivněny naturalismem, později také experimentoval s prvky science fiction a jungovské psychologie.
Pracoval jako učitel, novinář a překladatel, studoval na Alžírské univerzitě. Od roku 1952 byl členem Komunistické strany Alžírska. V roce 1959 byl za svoji účast v protikoloniálním hnutí vypovězen za země; na přímluvu Alberta Camuse mu bylo dovoleno usadit se ve Francii, kde prožil zbytek života. Psal pro časopis Les Lettres françaises, přednášel na Sorbonně a na Kalifornské univerzitě v Los Angeles. Známý byl jeho blízký vztah k Finsku, tuto zemi často navštěvoval a překládal finské knihy do francouzštiny.

## Díla v češtině
- V kavárně. Přeložil František Štuřík. Státní nakladatelství krásné literatury a umění, 1960
- Africké léto. Přeložila Eva Outratová. Státní nakladatelství krásné literatury a umění, 1962[2]

## Ocenění
- Prix Fénéon 1953
- Grand prix de la francophonie 1994
- Prix Mallarmé 1998